# Ti ho inventata io/Voltami le spalle
Ti ho inventata io/Voltami le spalle è un singolo del gruppo musicale statunitense Wess & The Airedales, pubblicato nel 1969.

## Descrizione
Gli arrangiamenti e la direzione orchestrale sono di Mario Capuano.
Il brano Ti ho inventata io, presente sul lato A del singolo, è stato presentato al Cantagiro 1969 nel girone B. Il testo è di Giuseppe Cassia, mentre la musica è di Marcello Marrocchi. 
Il brano Voltami le spalle, presente sul lato B del singolo, è stato scritto da Danilo Alberto Ciotti e composto da Mario e Giosy Capuano.

## Tracce
1. Ti ho inventata io (Cantagiro 1969) – 3:30 (testo: Giuseppe Cassia – musica: Marcello Marrocchi)
2. Voltami le spalle – 2:34 (testo: Danilo Alberto Ciotti – musica: Mario e Giosy Capuano)

Durata totale: 6:04